# Tang Shengjie
Tang Shengjie est un astronaute chinois, membre de l'équipage de Shenzhou 17.
Originaire de Dingxi, Gansu, il est de nationalité Han, membre du Parti communiste chinois, et détient une licence. Il est actuellement astronaute de deuxième niveau au sein du corps des astronautes de l'Armée populaire de libération et détient le grade de lieutenant-colonel dans l'armée de l'air. Sélectionné comme membre d'équipage de la mission Shenzhou 17.